# Hermacha mazoena
Hermacha mazoena is een spinnensoort in de taxonomische indeling van de Entypesidae.
Hermacha mazoena werd in 1915 beschreven door Hewitt.